# Hélène (prénom)
 (août 2012).
Si vous disposez d'ouvrages ou d'articles de référence ou si vous connaissez des sites web de qualité traitant du thème abordé ici, merci de compléter l'article en donnant les références utiles à sa vérifiabilité et en les liant à la section « Notes et références ».
Pour les articles homonymes, voir Hélène.
Hélène est un prénom d’origine grecque (en grec moderne : Ελένη : Eléni), principalement fêté le 18 août.

## Origine
Le prénom aurait un rapport avec le soleil[réf. nécessaire], ἥλιος / hêlios, et non avec Ἑλλην (« hellène », dans le sens de « Grec »)[pas clair]. Plus précisément, Hélène pourrait venir du grec hêlê (éclat du soleil) ou encore hélènè une sorte de flambeau rituel, ce qui garde le sens de la lumière.[pas clair]
Dans la tradition homérique, « Hélène » viendrait de la forme indéfinie έλον du verbe αίρω (détruire) et de νης (vaisseau), ce qui signifierait « (celle pour qui) les vaisseaux (des Anciens) ont été détruits »[réf. souhaitée]. Le prénom Hélène fait son apparition vers le IXe siècle av. J.-C. dans L'Iliade, poème d'Homère relatant la guerre de Troie, Hélène épousa alors Ménélas, roi de Sparte. Aveuglé par sa beauté, le prince troyen Pâris l'enleva et l'emmena à Troie. C'est pour récupérer Hélène que Ménélas déclencha la guerre de Troie, c'est ainsi que la légende de ce prénom imprégna la culture occidentale, Homère n'utilisait vraisemblablement pas les vrais noms des protagonistes mais ceux qui faisaient apparaître les caractéristiques des héros.

## Variantes linguistiques
- en allemand : Helene (Helena), Lene (Lena, Leni), Elly
- en anglais : Helen, Helene, Helena, Eileen, Ellen, Elaine, Ellie, Elly
- en breton : Elena, Lena, Lenaig,
- en celtique : Élaine
- en espagnol : Elena, Helena
- en français : Hélène, Éline, Léna, Ellie, Elly, Élaine
- en grec ancien : Ἑλένη (Helénē)
- en grec moderne : Ελένη (Eléni)
- en hongrois : Ilona
- en italien : Elena
- en letton : Elīna
- en néerlandais : Helena, Elena, Eline, Elien, Ellen, Heleen(-tje), Leen(-tje), Lena, Leni, Elly
- en poitevin : Nichun
- en polonais : Helena
- en portugais : Helena
- en russe : Ielena, Elena (Елена), Léna (Лена)
- en slovaque : Helena, Elena
- en tchèque : Helena, Lenka, Lenička

### Diminutifs et surnoms
- Nelly
- Elly

### Prénom composé
- Marie-Hélène

## Personnalités portant ce prénom
- Pour l'ensemble des articles sur les personnes portant ce prénom, consulter :
  - la liste des articles dont le titre commence par ce prénom
  - les listes produites par Wikidata : Liste des personnes de prénom « Hélène » — même liste en incluant les éventuels prénoms composés qui contiennent « Hélène ».

## Dans l'art
- "Napoléon est mort à Sainte Hélène" chanson populaire
- "Les sabots d'Hélène" chanson de Georges Brassens
- "Hélène", chanson de Julien Clerc
- "Hélène", chanson de Roch Voisine
- "Hélène", chanson de Hélène Rollès